# Роза (Кировская область)
Роза — опустевшая деревня в Даровском районе Кировской области в составе Кобрского сельского поселения.

## География
Находится на левобережье Моломы на расстоянии примерно 26 км по прямой на северо-восток от райцентра поселка  Даровской.

## История
Известна была с 1926 как сельхозартель, с которой отмечено хозяйств 6 и жителей 35, в 1950 10 и 39, в 1989 оставалось 2 жителя .

## Население
Постоянное население не было учтено как в 2002 году, так и в 2010.